# ریچارد لفت‌ویچ
ریچارد اچ لفتویچ (متولد 1946) استاد حسابداری و امور مالی در دانشگاه شیکاگو است. 

## جوایز
ترجمه فارسی کتاب او به نام سیستم قیمت‌ها و تخصیص منابع تولیدی جایزه کتاب سلطنتی ایران را از آن خود کرد. 